# Krishna Prasad Bhattarai
Krishna Prasad Bhattarai (1924 – 4. marts 2011 også kendt som KP nepalesisk:कृष्ण प्रसाद भट्टराई), var tidligere statsminister i Nepal og leder af Nepali Congress.
K.P. Bhattarai har været statsminister to gange:
- Fra 19. april 1990 til 26. maj 1991.
- Fra 31. maj 1999 til 22. marts 2000.

K.P. Bhattarai var med til at stifte Nepali Congress, men blev fængslet under demokratioprøret i, som varede fra 1950 – 1951.
Han var præsident i nationalforsamlingen (speaker) fra 1959 til 1960 og blev fængslet efter kong Mahendras statskup i december 1960.
Han var præsident i kongresspartiet fra 1976 til 1996, og efter at B.P. Koiralas døde i 1982 var han med i trojkaen som B.P. på hans dødsleje udpegede til at lede kongresspartiet, sammen med Ganesh Man Singh og B.P.s yngre bror G.P. Koirala.
Under overgangsregeringen efter sejren over det kongelige diktatur i Jana Andolan 1990 var han statsminister første gang, og han var Kongressens statsministerkandidat til valget i 1991. Men da han overraskende nok blev slået ud af det nye kommunistparti UMLs unge og ukendte partisekretær Madan Kumar Bhandari, og dermed ikke blev valgt ind i parlamentet, kunne han ifølge den nye grundlov ikke sidde i regeringen længere, og G.P. Koirala blev statsminister.
I 1990'erne blev rivaliseringen mellem K.P. Bhattarai og G.P. Koirala stadig voldsommere og førte flere gange til at regeringer udpeget af Kongresspartiet faldt. Dette var også grundlaget for at Bhattarai måtte gå af efter at han var blevet statsminister for 2. gang i 1999, og blev erstattet af hans ærkefjende G.P. Koirala.
K.P. Bhattarai kom senere til at støtte Koiralas anden rival Sher Bahadur Deuba, men han fulgte ikke Deuba da han forlod kongressen i partisplittelsen i 2002. Efter det spillede han ikke længere nogen stor politisk rolle.
Ved afslutningen af demokratioprøret Jana Andolan 2006 da kong Gyanendra mente at spillet var tabt, skulle han eftersigende have givet K.P. Bhattarai et tilbud om at overtage posten som statsminister. K.P. var først positiv anlagt om ideen, men fik kraftige advarsler fra partikolleger og andre, og trak sig derfor.

## Død
Bhattarai døde på Norvic International Hospital, i Kathmandu den 4. marts 2011. Han var den sidste overlevende stiftende leder af Nepali Congress. Sygehuset oplyste, at han døde klokken 11:26. Bhattarai havde været i intensiv behandling på hospitalet i tre uger. Han var ramt af kronisk bronkitis, kronisk nyresvigt og hjertesvigt og døde efter at have sagt, at han ville leve til han blev hundred år gammel.